# 토머스 쿤
토머스 새뮤얼 쿤(Thomas Samuel Kuhn, 1922년 7월 18일 - 1996년 6월 17일)은 미국의 과학사학자이자 과학철학자이다. 《과학 혁명의 구조》로 유명하다. 철학, 심리학, 언어학, 사회학 등 여러 분야를 섭렵하여 과학철학에 큰 업적을 남기었다. 그에 따르면 과학의 발전은 점진적으로 이루어지는 것이 아니라 패러다임의 전환에 의해 혁명적으로 이루어지며 이 변화를 '과학혁명'이라고 불렀다.

## 생애
고등학생 시절부터 사회주의적 생각에 경도되어 활발한 학생 활동을 했던 쿤은 하버드 대학교 물리학과에서 2차 세계 대전 중 학부 생활을 하게 된다. 그의 학창 시절은 전쟁 중이었기 때문에 수업의 진행이 원활하지 못하였고, 2학년 때부터 군사 연구와 관련된 일을 하게 되었다. 2차 대전 말기에 잠시 참전하여 유럽에서 송수신 안테나를 세우는 일을 하기도 했다. 그 후 쿤은 대학으로 돌아와 1949년 고체의 성질에 대한 연구로 이론 물리학 박사학위를 취득한다. 쿤은 워낙 야심이 커서 물리학 공부 초기부터 물리학의 구체적인 이론이 아니라 왜 물리학 이론이 세계를 설명한다고 할 수 있는지와 같은 보다 궁극적인 질문들에 관심이 있었다.
쿤이 학부 시절 들었던 과학 수업들은 그의 흥미를 끌지 못했으나 박사 논문을 준비하면서 과학사에 흥미를 가지게 되었다. 특히 그 당시 '수용된 견해(received view)'로 불리던 주도적 과학관(주로 논리경험주의적 과학철학의 과학에 대한 이론)이, 과학 연구가 이루어지는 방식에 대해 자신이 알고 있던 것이나 과학이 역사적으로 전개해 온 방식에 대한 엄밀한 연구 결과와 동떨어져 있다는 점에 주목하게 된다. 박사 학위 취득 후 쿤은 하버드 대학교의 교양 교육 및 과학사를 위한 조교수로 임용되었고, 이 시기에 자신의 생각을 코페르니쿠스 연구를 통해서 더욱 정교하게 하였다. 코페르니쿠스의 업적에서 나타나는 혁명적인 모습과 보수적인 모습에 대한 분석을 담은 그의 저서 ⟪코페르니쿠스 혁명⟫(The Copernican Revolution)이 1957년에 나왔고, 이 책은 쿤을 물리학자가 아닌 과학사학자로 확실히 자리매김 하게 하였다. 쿤이 이 책을 쓰지 않고 바로 ⟪과학혁명의 구조⟫를 출간했다면 학계에 그다지 큰 반향을 일으키지 못했을 가능성이 크다. 이 책의 다른 글에서도 알 수 있듯이 특정 전문분야에서 연구자로서의 신빙성을 정립하는 것은 자신의 견해가 그 전문분야에서 얼마나 영향령을 가질 수 있는지와 밀접한 관련이 있다. 쿤이 이 사실을 의식하고 있었는지는 확인할 수 없다. 하지만 ⟪코페르니쿠스 혁명⟫으로 능력있는 과학사학자로 학계에서 인정받았던 쿤이 도전적인 내용을 담은 ⟪과학혁명의 구조⟫를 출간하자마자 이 책은 곧바로 과학사와 과학 철학 연구자들에게 엄청난 충격을 주었다. 책 출간 후 얼마 지나지않아 쿤의 견해를 주제로 한 학회가 여러곳에서 열렸다는 사실이 ⟪과학혁명의 구조⟫가 학계에 불러 일으킨 파장을 짐작할 수 있게 해준다.
그렇지만 ⟪과학혁명의 구조⟫는 현대과학에 대한 해명으로서는 상당한 한계를 가지고 있었다. 쿤이 이 책에서 다룬 사례들은 주로 20세기 이전의 과학에서 나왔기 때문이다. 이 사실은 그때까지의 쿤의 과학사 연구가 현대 과학에는 아직 미치지 못했음을 보여준다. 그 후 쿤은 양자 역학의 형성 과정에 대해 막스 플랑크라는 물리학자를 중심으로 연구를 수행했고, 그 결과는 양자 물리학의 발달과정의 주요 논문을 모은 ⟪양자물리학의 역사에 대한 자료집⟫(Sources for the History of Quantum Physics, 1967)'과 ⟪흑체이론과 양자적 불연속⟫(Black Body Theory and the Quantum Discontinuity)으로 출간되었다. 이중 특히 후자의 책은 쿤이 ⟪과학혁명의 구조⟫에서 제기했던 여러 새로운 개념들 특히 '공약불가능성(incommensurability)'의 좋은 보기로 막스 플랑크의 흑체복사 이론을 분석하고 있다. 이와는 별도로 쿤은 평소 자신이 과학사와 과학 철학에 대해 보다 이론적인 수준에서 써두었던 글을 모아서 ⟪본질적 긴장⟫(Essential Tension, 1977)이라는 책을 출간했다. 쿤은 1996년 죽기 직전까지 ⟪과학혁명의 구조⟫의 후속편에 해당되는 저서의 집필에 몰두하였다.

## 쿤의 과학연구에 대한 시각

### 사료 읽기: 아리스토텔레스 경험
과학사 연구에서 쿤은 일반적인 사료읽기 방식이 아닌 다른방식의 사료읽기를 강조하였다. 쿤의 사료읽기 방식은 자신이 아리스토텔레스의 저술을 읽는 과정에서 게슈탈트 전환을 경험 하면서 터득하게 된 것이다. 쿤은 수업 준비를 위해 과거 과학자들의 고전적 저작을 읽어야 했다. 그때 쿤이 주의를 기울였던 것은 과거의 과학자들이 현대과학을 기준으로 얼마나 많이 알고 있었는가 하는 점이었다. 쿤이 이를 확인해가면서 현대과학을 기준으로 볼 때 '옳은' 문장은 거의 없었다. 쿤의 이러한 당혹스러움을 해소하는 과정에서 그의 과학사 연구 방법이 만들어지게 되었다고 한다. 이 방법은 과거 과학자의 사료를 읽을 때 현재의 시각을 그대로 적용해서는 이해하기 어려운 경우가 많다는 문제의식에서 출발한다. 이런상황에서 쿤은 과거 과학자들이 나름대로 정합적인 과학이론을 전개하고 있다는 가정을 일종의 '작업가설'로 삼고서 사료를 읽어나가야 한다고 권고한다. 과거의 사료들이 현재 우리의 인식론적, 형이상학적 가정과는 다른 것에 바탕해서, 종종 다른 목표를 달성하기 위하여 저술 되었다는 것이다. 거기다가 한 개념이나 용어가 서로 다른 과학적 전통 하에서는 다른 방식으로 이해 될 수 있다는 점에서도 주의해야 한다. 쿤은 이러한 방식의 사료읽기가 과거 과학이론을 조금더 정합적으로 보이게 할 수 있다고 말하였다.

### 교과서/종설논문 전통
쿤은 과학연구에 갓 들어선 신참자에게 기존의 연구 성과를 단시간에 습득시키는 교과서나 종설논문(review paper)이 과학연구의 본질에 대한 올바른 이해에 방해가 될 수 있음을 지적했다. 교과서나 종설논문은 정리된 상태의 개념을 학습자에게 제시하기 때문에 과학연구가 역사적으로 어떤 전개과정을 거쳤는가에 대해서는 일반적으로 부정확한 모습을 보여주게 된다. 가령, a라는 연구 이후에 수많은 다른 방향의 연구가 진행되다가 b라는 연구가 이루어졌다고 했을 때, 만약 현대 적 관점에서 연구사를 정리할 때 a 다음에 b를 연이어 서술하는 것이 이해하기 쉽다면, 교과서는 a의 연구 이후 b의 연구자들이 a의 연구에 직접적으로 자극을 받아서 b의 결과물을 얻게 된 것처럼 서술하는 경우가 많다. 과학 교과서를 서술하는 이러한 방식이 가지는 문제점은 과학 연구가 이루어지는 과정에 대해 학습자가 잘못된 이해를 갖게 하기 쉽다는 것이다. 대부분의 과학 연구는 현재 과학계가 당면한 문제를 어떤 방식으로 정식화 할 것인지, 그리고 어떤 형태의 답이 그 문제에 대한 답이라고 생각 될 수 있는지, 그리고 그 답을 어떻게 찾을지에 대해 서로 다른 의견이 존재하는 상황에서 이루어진다. 이런 다양한 문제제기의 가능성과 연구의 복잡성을 무시하면 과학연구는 자칫 창조성이 결여된 기계적인 작업이나, 수학적 능력과 같은 상당히 선천적인 능력에 의해서만 전적으로 결정되는 따분한 지적 게임으로 여겨지기 쉽다. 그러므로 과학연구의 다양한 측면을 인정하고 이해할 때에 연구자들은 과학연구를 즐길 수 있고, 도전해볼 만한 보다 '인간적인'활동으로 여길 수 있을 것이라고 말했다. 또한 교과서나 종설논문이 쓰여지는 방식이 현재의 과학지식을 교육시키고 후속 연구자들을 훈련시키는 데 매우 유용하고 효율적이긴 하지만, 과학의 본질에 대해 왜곡된 이미지를 심어줄 수 있다는 점에서 쿤은 이러한 방식을 거부했다.

## 과학 혁명의 구조

### 패러다임
- 모범사례

교과서에 자주 등장하는 연습문제나, 특정 연구 분야에서 잘 알려져 있는 고전적 문제와 그에 대한 표준적 해법이 해당된다. 모범 사례를 공부하면서 연구자들은 어떤 것들이 자신의 패러다임 하에서 풀 가치가 있는 문제로 간주되며, 어떤 형식의 답이 그러한 문제에 대한 답으로 여겨지는가를 배우게 된다.
- 전문분야 기반

한 패러다임이 가지고 있는 인식론적, 형이상학적 가정이나, 이론이 가져야 하는 바람직한 특정들을 포괄한다.

### 정상과학과 혁명적 과학
특정의 주도적 패러다임에 의하여 '정상과학'의 시기에 이루어지는 과학연구의 특징은 그 패러다임의 근본원리에 대한 검증이나 반증이 허용되지 않는다는 것이다. 과학연구를 하다보면 변칙사례(anormaly)가 존재하지만 연구자들은 이러한 변칙사례를 자신의 패러다임에 대한 반증으로 인정하지 않는다. 우선 특정시점의 어떤 연구 전통도 모든 문제를 해결할 수 없으므로 변칙사례가 등장할 때마다 자신의 연구의 기반이 되는 패러다임을 던져버린다는 것은 효율적이지 않다. 또한 변칙사례로 남아있던 문제들이 그 문제에 대해 도전한 과학자들에 의해 성공적으로 풀린 사례도 있다. 게다가 패러다임이 처음 등장하는 시기에는 경쟁 패러다임에 비해 연구전통이 짧기 때문에 해결하지 못하는 변칙사례의 수도 많기 마련이다. 그럼에도 불구하고 지나치게 변칙사례의 수가 증가하면, 주변과학자들을 중심으로 대안적인 패러다임(혁명적과학)을 모색하게 된다. 이때 대안적 패러다임이 성공사례를 통해 유능한 학문 후속세대를 끌어당기는데 성공하면 새로운 정상과학이 탄생하는데 이를 '과학혁명(scientific revolution)'이라고 한다.

### 공약불가능성과 과학지식의 부분-축적적 성장
쿤 과학관의 혁신적 특징중 하나는 전통적인 과학관의 기본믿음 중 하나인 '과학지식의 축적적 성장'에 타격을 가했다는 점이다. 쿤에 의하면 서로 경쟁하는 패러다임은 일반적으로 공약불가능(incommensurate)하다.이런 특징이 나타나는 이유는 패러다임이 단순히 주어진 문제들을 어떻게 풀 것인가에 대한 다른 방법론만을 제시하고 있는 것이 아니라, 자연현상을 이해하는 방식, 그런 이해를 바탕으로 문제를 구성하는 방식, 문제에 대한 해답의 형태 등에 대한 다른 생각을 제시하고 있기 때문이다.이런 이유로 과학혁명의 시기를 거쳐서 대체되는 패러다임과 대체하는 패러다임 사이에는 그 설명능력에 있어서 완벽하게 축적적인 관계가 성립하지 않는다. 따라서 쿤의 과학관은 과학의 발전과정을 패러다임에 의존해서만 이해할 수 있고, 패러다임을 가로질러서는 이해할 수 없게 만들었다고 비판받기도 한다.

### 쿤의 주장에 정당성을 부여하는 사례들
코페르니쿠스 체계가 프톨레마이오스 체계를 대체하여 천문학의 혁명을 이룩한 과정을 살펴보면 쿤의 견해가 상당 부분 정당하다는 점이 드러난다. 단적으로 말해서, 코페르니쿠스 체계는 프톨레마이오스 체계에 비해서 절대적으로 우수했기 때문에 선택된 것은 아니었다. 지동설을 핵심으로 하는 코페르니쿠스 체계도 천체의 운동은 반드시 원의 형태를 가져야 한다는 점을 고수했기 때문에, 프톨레마이오스 체계를 괴롭혔던 주심원(epicycle)을 거의 프톨레마이오스 체계만큼이나 많이 사용해야만 성공적인 예측을 보장할 수 있었다. 그런 이유로 프톨레마이오스 체계보다 코페르니쿠스 체계가 절대적인 의미에서 단순했기에 선택되었다는 견해는 올바르지 않다.
코페르니쿠스 체계가 프톨레마이오스의 체계를 제치고 천체에 대한 기본 패러다임이 된 이유는, 여러 가지 이유가 있지만 무엇보다도 코페르니쿠스 체계의 몇몇 특징들이 갈릴레오나 케플러, 그리고 뉴턴처럼 똑똑한 학문 후속세대들에게
'미적으로'강한 매력을 주었고, 그 결과 그들이 코페르니쿠스 체계를 더욱 더 매력적인 체계로 발전시켰다는 점을 들 수 있다. 이 과정에서 코페르니쿠스 체계를 발전시킨 뉴턴의 우주론은 프톨레마이오스 체계가 설명할 수 없었던 많은 현상들을 설명할 수 있었지만, 엄청나게 큰 수정천구가 어떻게 하루에 한 번씩 돌 수 있는가와 같은 역학적 문제들이나 천구 바깥에 무엇이 있는가와 같은 우주론적 질문들은 의미없는 것으로 치부되어 더 이상 논의되지 않았다. 쿤이 지적했듯이 과학혁명은 단순히 설명되는 현상을 증가시키는 것만이 아니라 몇몇 현상들을 더 이상 설명을 필요로 하지 않는 무의미한 것으로 판단하는 과정도 포함해서 일어나는 것이다.

## 저서
- 과학혁명의 구조(1962)
- 코페르니쿠스 혁명(1957)
- 주요한 긴장(1977)
- 흑체이론과 양자불연속성(1978)

## 같이 보기
- 패러다임의 전환

## 참고 문헌
- 쿤 『과학 혁명의 구조』 / 박은진 보관됨 2021-02-02 - 웨이백 머신 pdf
- 웨슬리 샤록, 루퍼트 리드 <과학 혁명의 사상가 토머스 쿤>, 사이언스북스, 2005
- <인문사회계 학생을 위한 과학 기술의 철학적 이해> 한양대학교 출판부